# Kristina Shannon

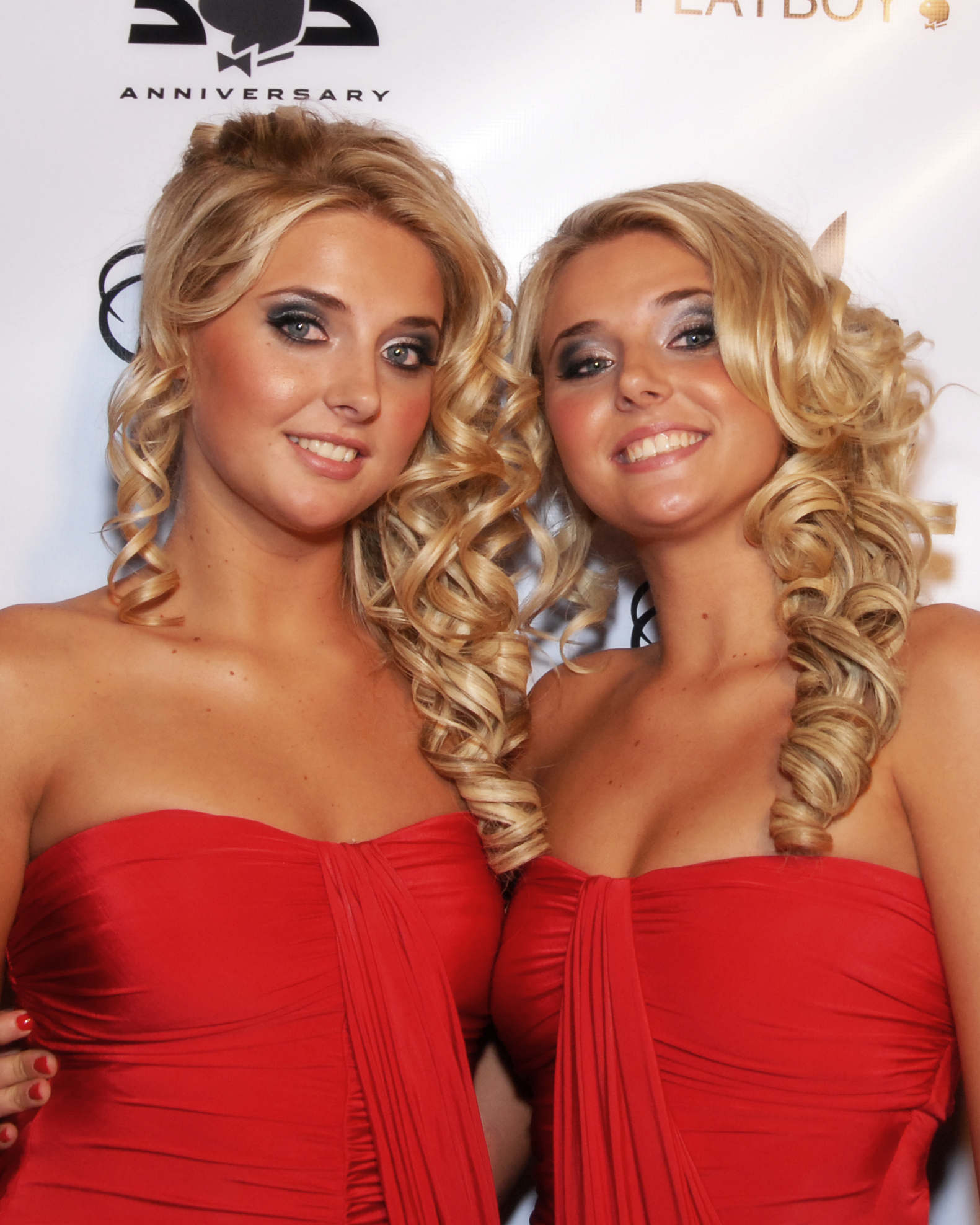
Kristina Shannon mit ihrer Zwillingsschwester Karissa Shannon im Jahr 2007

Kristina Shannon (* 2. Oktober 1989 in Ann Arbor, Michigan, USA, in den Medien zusammen mit ihrer Zwillingsschwester Karissa Shannon oft als die Shannon-Twins beziehungsweise Shannon-Zwillinge betitelt) ist ein US-amerikanisches Model, Schauspielerin, Playmate und Pornodarstellerin.

## Karriere
Bekannt wurde Kristina Shannon in den Jahren 2007/08 als eine von drei neuen Partnerinnen des Playboy-Gründers Hugh Hefner. Nachdem dieser die Beziehungen mit seinen damaligen drei Freundinnen Holly Madison, Bridget Marquardt und Kendra Wilkinson beendet hatte, stellte Hefner seine spätere Ehefrau Crystal Hefner sowie Kristina Shannon und ihre Zwillingsschwester Karissa Shannon als seine drei neuen festen Freundinnen vor. Mit der Liebesbeziehung mit Hefner verbunden war eine dauerhafte Besetzung Shannons in der sechsten Staffel der Serie The Girls of the Playboy Mansion, die das Leben Hefners mit seinen Freunden und Partnerinnen in der Playboy Mansion zeigte. Ferner folgte dadurch ein Gastauftritt in Kendra Wilkinsons Fernsehserie Kendra. Besonderes mediales Augenmerk der Beziehung zwischen den damals 19-jährigen Shannon-Zwillingen und dem zu dieser Zeit 82 Jahre alten Hefner lag insbesondere auf dem Altersunterschied von 63 Jahren, der nicht selten spöttisch und kritisch hinterfragt wurde.
Kristina Shannon war im August 2009 die Playmate des Monats des US-amerikanischen Playboys. Zusammen mit ihrer Schwester Karissa Shannon – die Playmate des Monats Juli wurde – war sie in der sogenannten Sommer-Ausgabe 2009 des amerikanischen Playboys zu sehen, die Juli- und August-Ausgabe zu einer Ausgabe verband.
Anfang 2010 gab Hefner sodann die Trennung von den Shannon-Zwillingen bekannt. Als Grund wurde genannt, dass Hefner diese durch die Trennung beim Abschluss eines angeblichen Studiums unterstützen wollte. Teilweise wurde allerdings berichtet, Hefner hätte die Beziehung wegen des Verhaltens von Kristina und Karrissa Shannon beendet, welches mit seinen Vorstellungen nicht übereinstimmte. Insbesondere sollen sie geschlechtliche Beziehungen zu anderen Männern gepflegt haben.
2010 erhielt Kristina Shannon eine Gastrolle in Sofia Coppolas Film Somewhere, im Jahr 2012 war sie Gast bei Celebrity Big Brother, der amerikanischen Version von Promi Big Brother. 2015 beziehungsweise 2016 folgten Auftritte in der US-amerikanischen Reality-Serie Rob & Chyna von Rob Kardashian und Blac Chyna sowie in der Serie Botched und dem Fernsehfilm Cocked.
In den darauffolgenden Jahren verminderte sich Shannons mediale Präsenz und sie machte insbesondere aufgrund ihres rapiden körperlichen Wandels Schlagzeilen: Shannon nahm mehrere Kilo zu und unterzog sich Schönheitsoperationen, was von Kritikern immer wieder spöttisch verfolgt wurde. Beruflich wandte sie sich dem Betrieb eines Schönheits-Salons in Beverly Hills zu.
Erneut mit hoher medialer Beachtung verfolgt wurde im Dezember 2018 die Meldung, Kristina Shannon hätte zusammen mit ihrer Schwester Karissa Shannon mit der US-amerikanischen Pornoproduktionsfirma Brazzers den Vertrag geschlossen, gegen eine Bezahlung in Millionenhöhe an pornografischen Produktionen als Darstellerinnen mitzuwirken. Shannon bestätigte dies auf ihrem Instagram-Account. Bereits vor dieser Meldung verbreiteten Kristina und Karissa Shannon immer wieder privat erstellte Videos von ihnen mit pornografischen Inhalten auf Social-Media-Plattformen. Am 17. Februar 2019 veröffentlichte Brazzers sodann das erste professionell erstellte pornografische Video mit den Shannon-Zwillingen und dem US-amerikanischen Pornodarsteller Scott Nails.

## Persönliches
Im Jahr 2007 wurde Kristina Shannon zusammen mit ihrer Schwester wegen eines Körperverletzungsdelikts zu einer Geldstrafe verurteilt, nachdem es auf einer Hausparty zu einer tätlichen Auseinandersetzung zwischen den Shannon-Zwillingen und anderen Partygästen gekommen war.
Besondere Aufmerksamkeit erzeugte Kristina Shannon 2012 mit der Meldung, eine lesbische Liebesbeziehung mit dem US-amerikanischen Model und Playmate des Jahres 2009 Ida Ljungqvist zu führen. Während die angebliche Beziehung allgemein als Öffentlichkeitsarbeit aufgefasst wurde, legten Shannon und Ljungqvist sie zuweilen als echt dar, was unter anderem durch öffentliche Küsse untermauert werden sollte. Weitere Meldungen über den Fortgang der Beziehung oder eine Trennung folgten nicht.

## Filmografie
Als Schauspielerin
- 2010: Somewhere
- 2015: Cocked (Fernsehfilm)

Als Pornodarstellerin
- 2020: Monster Curves Vol. 40 (Reality Kings)
- 2020: Turning Twistys 3 (Twistys)

Als sie selbst
- 2009: Kendra (Doku-Soap, eine Episode)
- 2009: Up Close with Carrie Keagan (Fernsehserie, eine Episode)
- 2009: Chelsea Lately (Fernsehserie, eine Episode)
- 2009: Fox Reality Really Awards
- 2008–2009: The Girls of the Playboy Mansion (Doku-Soap, 15 Episoden)
- 2010: Playboy Shootout (Fernsehserie, eine Episode)
- 2011: Playboy's Beach House (Fernsehserie, eine Episode)
- 2012: Celebrity Big Brother (Reality-Show, 25 Episoden)
- 2012: Big Brother's Bit on the Side (Fernsehserie, drei Episoden)
- 2015: Botched (Fernsehserie, eine Episode)
- 2016: Rob & Chyna (Fernsehserie, eine Episode)